# Robert Houghwout Jackson
Robert Houghwout Jackson (Spring Creek Township (Warren County (Pennsylvania), 13 februari 1892 - Washington D.C., 9 oktober 1954) was een Amerikaanse rechter en minister van Justitie en de hoofdaanklager tijdens de Processen van Neurenberg. 
In 1913 werd hij advocaat en vestigde zijn praktijk in Jamestown in de staat New York. In 1934 werd hij door president Franklin Delano Roosevelt benoemd tot ambtenaar bij de Belastingdienst. 
Van 1938 tot januari 1940 was hij advocaat-generaal bij de Supreme Court. Van 1940 tot 1941 was hij minister van Justitie onder F.D. Roosevelt. Van 1941 tot 1954 was hij rechter van het Supreme Court.
Na de Tweede Wereldoorlog werd Jackson in 1945 door president Truman belast met de taak van het vervolgen van oorlogsmisdadigers. Deze Processen van Neurenberg vonden uiteindelijk plaats van 20 november 1945 tot 1 oktober 1946 in de gelijknamige stad Neurenberg in Duitsland. Jackson werd bij deze processen aangesteld als  de hoofdaanklager. Per 17 oktober 1946 werd hij in die positie opgevolgd door de Amerikaanse brigadegeneraal Telford Taylor.
Robert Houghwout Jackson overleed op 62-jarige leeftijd.
- Bibliothèque nationale de France: cb122689500 (data)
- CiNii: DA0085331X
- Gemeinsame Normdatei: 119373939
- International Standard Name Identifier: 0000 0001 1068 2859
- Library of Congress Control Number: n50027946
- National Archives and Records Administration: 10580321
- Bibliotheek van het Japanse parlement: 00522912
- Nationale Bibliotheek van Israël: 987007263255905171
- Nationale Bibliotheek van Polen: a0000001056782
- Nederlandse Thesaurus van Auteursnamen: 070583137
- Istituto Centrale per il Catalogo Unico: MILV061219
- SNAC: w68q6qvq
- Système universitaire de documentation: 073258091
- Trove: 1057393
- Virtual International Authority File: 66525309
- WorldCat: E39PBJxRDjGCJVF9ppjRcVhfv3